# Груда (Даниловград)
Груда је насеље у општини Даниловград у Црној Гори. Према попису из 2003. било је 173 становника (према попису из 1991. било је 186 становника).

## Демографија
У насељу Груда живи 120 пунолетних становника, а просечна старост становништва износи 33,5 година (34,3 код мушкараца и 32,7 код жена). У насељу има 41 домаћинство, а просечан број чланова по домаћинству је 4,22.
Ово насеље је углавном насељено Црногорцима (према попису из 2003. године).
|  |

| Демографија | Демографија | Демографија |
| Година      | Становника  | Становника  |
| ----------- | ----------- | ----------- |
|             |             |             |
|             |             |             |
|             |             |             |
|             |             |             |
| 1948.       | 191         |             |
| 1953.       | 201         |             |
| 1961.       | 75          |             |
| 1971.       | 101         |             |
| 1981.       | 103         |             |
| 1991.       | 186         | 184         |
| 2003.       | 176         | 173         |
|             |             |             |

| Етнички састав према попису из 2003.‍ | Етнички састав према попису из 2003.‍ | Етнички састав према попису из 2003.‍ | Етнички састав према попису из 2003.‍ | Етнички састав према попису из 2003.‍ |
| ------------------------------------ | ------------------------------------ | ------------------------------------ | ------------------------------------ | ------------------------------------ |
|                                      |                                      |                                      |                                      |                                      |
| Црногорци                            | Црногорци                            |                                      | 147                                  | 84,97%                               |
| Срби                                 | Срби                                 |                                      | 18                                   | 10,40%                               |
| Хрвати                               | Хрвати                               |                                      | 1                                    | 0,57%                                |
| непознато                            | непознато                            |                                      | 0                                    | 0,0%                                 |

| Година пописа     | 1948. | 1953. | 1961. | 1971. | 1981. | 1991. | 2003. |
| ----------------- | ----- | ----- | ----- | ----- | ----- | ----- | ----- |
| Број домаћинстава | 47    | 47    | 16    | 27    | 27    | 43    | 41    |

| Број чланова      | 1  | 2 | 3 | 4 | 5 | 6  | 7 | 8 | 9 | 10 и више | Просек |
| ----------------- | -- | - | - | - | - | -- | - | - | - | --------- | ------ |
| Број домаћинстава | 41 | 1 | 8 | 5 | 9 | 11 | 3 | 2 | 1 | 0         | 1      |

| Пол    | Укупно | Неожењен/Неудата | Ожењен/Удата | Удовац/Удовица | Разведен/Разведена | Непознато |
| ------ | ------ | ---------------- | ------------ | -------------- | ------------------ | --------- |
| Мушки  | 74     | 32               | 39           | 3              | 0                  | 0         |
| Женски | 58     | 14               | 37           | 6              | 1                  | 0         |
| УКУПНО | 132    | 46               | 76           | 9              | 1                  | 0         |

| Пол    | Укупно                    | Пољопривреда, лов и шумарство | Рибарство                            | Вађење руде и камена | Прерађивачка индустрија       |
| ------ | ------------------------- | ----------------------------- | ------------------------------------ | -------------------- | ----------------------------- |
| Мушки  | 34                        | 2                             | 0                                    | 0                    | 9                             |
| Женски | 9                         | 0                             | 0                                    | 0                    | 2                             |
| УКУПНО | 43                        | 2                             | 0                                    | 0                    | 11                            |
| Пол    | Производња и снабдевање   | Грађевинарство                | Трговина                             | Хотели и ресторани   | Саобраћај, складиштење и везе |
| Мушки  | 2                         | 1                             | 1                                    | 1                    | 4                             |
| Женски | 0                         | 0                             | 0                                    | 0                    | 0                             |
| УКУПНО | 2                         | 1                             | 1                                    | 1                    | 4                             |
| Пол    | Финансијско посредовање   | Некретнине                    | Државна управа и одбрана             | Образовање           | Здравствени и социјални рад   |
| Мушки  | 0                         | 0                             | 7                                    | 1                    | 2                             |
| Женски | 1                         | 0                             | 1                                    | 1                    | 3                             |
| УКУПНО | 1                         | 0                             | 8                                    | 2                    | 5                             |
| Пол    | Остале услужне активности | Приватна домаћинства          | Екстериторијалне организације и тела | Непознато            | Непознато                     |
| Мушки  | 2                         | 0                             | 0                                    | 2                    | 2                             |
| Женски | 1                         | 0                             | 0                                    | 0                    | 0                             |
| УКУПНО | 3                         | 0                             | 0                                    | 2                    | 2                             |